# Baraize (Sarthe)
Der Baraize (französisch: Ruisseau de Baraize) ist ein kleiner Fluss im südwestlichen Zentral-Frankreich, der in den Départements Mayenne und Maine-et-Loire der Region Pays de la Loire nördlich der Stadt Angers verläuft.

## Geografie

### Verlauf
Der Baraize entspringt unter dem Namen Ruisseau de la Savenière im südlichen Gemeindegebiet von Bierné-les-Villages, entwässert in einer S-Kurve generell Richtung Südost und mündet nach rund 18 Kilometern im Gemeindegebiet von Morannes sur Sarthe-Daumeray als rechter Nebenfluss in die Sarthe.

### Orte am Fluss
(Reihenfolge in Fließrichtung)
- Le Vivier, Gemeinde Bierné-les-Villages
- Brûlon, Gemeinde Bierné-les-Villages
- Saint-Laurent-des-Mortiers, Gemeinde Bierné-les-Villages
- Crémaillé le Tertre, Gemeinde Miré
- Miré
- Baraize, Gemeinde Saint-Denis-d’Anjou
- Chemiré-sur-Sarthe, Gemeinde Morannes sur Sarthe-Daumeray